# John D'Oyly
John D'Oyly, 1er baronnet (6 juin 1774 – 25 mai 1824) est un administrateur colonial britannique. Il est du 1er septembre 1814 à 1815 le septième auditeur général du Sri Lanka.

## Biographie
Il joue un rôle crucial dans l'élimination du Royaume de Kandy par les Britanniques en 1815. Parlant couramment le cinghalais, il sert d'intermédiaire entre le gouverneur Robert Brownrigg et les nobles cinghalais qui complotent pour renverser le roi Sri Vikrama Rajasinha. On considère qu'il est le rédacteur de la convention de Kandy du 2 mars 1815, qui dépose le roi.
Il choisit ensuite de rester à Kandy, où il est mort quelques années plus tard. Selon un Britannique qui a visité la ville en 1815, il y vivait comme un « ermite cinghalais ». Ses rapports avec la poétesse Gajaman Nona à Matara entre 1802 et 1806 avaient déjà donné lieu à quelques spéculations[réf. souhaitée].
Le titre de baronnet de Kandy, créé pour lui en 1821, s'éteint à sa mort en 1824.